# Merlin's Shop of Mystical Wonders
Merlin's Shop of Mystical Wonders is een Amerikaanse fantasy/horrorfilm uit 1996. De film is geschreven, geregisseerd en geproduceerd door Kenneth J. Berton.
Merlin's Shop of Mystical Wonders werd gebruikt in de cultfilm-serie Mystery Science Theater 3000.

## Rolverdeling
| Acteur             | Personage            |
| ------------------ | -------------------- |
| Ernest Borgnine    | Grandfather          |
| Mark Hurtado       | Grandson             |
| George Milan       | Merlin               |
| Bunny Summers      | Zurella              |
| John Terrence      | Jonathan Cooper III  |
| Patricia Sansone   | Madeline Cooper      |
| Nicholas Noyes     | Nicholas             |
| Hillary Young      | Nicholas' Mother     |
| Julia Leigh Miller | Antique Store Clerk  |
| Ben Sussman        | Jake Cosgrove        |
| Randy Chandler     | Burglar              |
| Richelle Hurtado   | Baby                 |
| Bob Mendelsohn     | David Andrews        |
| Struan Robertson   | Michael Andrews      |
| Bruce Parry        | Pete                 |
| Vicki Saputo       | Susan                |
| Madelon Phillips   | Adrianne the Psychic |
| J. Renee Gilbert   | Grandma              |
| Olwen Morgan       | Elmira Johnson       |
| Barry Chandler     | Man In Car           |
| Ángeles Olazábal   | Girl On Bike         |